# Romanogobio tanaiticus
Romanogobio tanaiticus és un peix de la família dels ciprínids i de l'ordre dels cipriniformes.

## Morfologia
Els adults poden assolir els 10 cm de longitud total.

## Distribució geogràfica
Es troba a Ucraïna.